# Elsa Ebbesen
Elsa Ebbesen, all'anagrafe Elsa Gerda Ebbesen (Stoccolma, 7 luglio 1890 – Täby, 21 dicembre 1977) è stata un'attrice svedese.

## Biografia
Ha studiato dal 1906 fino al 1909 alla scuola di recitazione del palcoscenico nazionale svedese Dramatens elevskola. Ha fatto il suo debutto cinematografico nel 1922 nel film Amatörfilmen diretto da Gustaf Molander. Il suo ultimo film è stato nel 1975 con il ruolo di Juror in Monismanien 1995 diretto da Kenne Fant. Figlia del cantante di varietà Thorald Ebbesen e dell'attrice Jenny Öhrström, sorella dell'attrice Dagmar Ebbesen. Nel 1917 si sposò con il maestro pittore Sven Thornblad (1882–1962). Sono sepolti al Norra begravningsplatsen a Stoccolma.

## Filmografia

### Cinema
- Amatörfilmen, regia di Gustaf Molander (1922)
- Hemslavinnor, regia di Ragnar Widestedt (1923)
- Norrtullsligan, regia di Per Lindberg (1923)
- Ulla min Ulla, regia di Julius Jaenzon (1930)
- Flickor på fabrik, regia di Sölve Cederstrand (1935)
- Äventyret, regia di Per-Axel Branner (1936)
- En flicka kommer till sta'n, regia di Thor L. Brooks e Carlo Keil-Möller (1937)
- Emelie Högqvist, regia di Gustaf Molander (1939)
- Snurriga familjen, regia di Ivar Johansson (1940)
- Vi Masthuggspojkar, regia di Nils Jerring (1940)
- Vi tre, regia di Schamyl Bauman (1940)
- Prima squadriglia (Första divisionen), regia di Hasse Ekman (1941)
- Una donna in pericolo (Bara en kvinna), regia di Anders Henrikson (1941)
- Il figlio conteso (Göranssons pojke), regia di Weyler Hildebrand (1941)
- Ung dam med tur, regia di Ragnar Arvedson (1941)
- L'amante nell'ombra (Striden går vidare), regia di Gustaf Molander (1941)
- Il boia di Brandebold (Rid i natt!), regia di Gustaf Molander (1942)
- I brist på bevis, regia di Ragnar Frisk (1943)
- Stora skrällen, regia di Nils Jerring (1943)
- Katrina, regia di Gustaf Edgren (1943)
- Hemsöborna, regia di Sigurd Wallén (1944)
- Prins Gustaf, regia di Schamyl Bauman (1944)
- Klockorna i Gamla sta'n, regia di Ragnar Hyltén-Cavallius (1946)
- Dynamit, regia di Åke Ohberg (1947)
- Konsten att älska, regia di Gunnar Skoglund (1947)
- Tant Grön, Tant Brun och Tant Gredelin, regia di Rune Lindström (1947)
- Brott i sol, regia di Göran Gentele (1947)
- Kvinnan gör mig galen, regia di Börje Larsson (1948)
- Kvartetten som sprängdes, regia di Gustaf Molander (1950)
- Säg det med blommor, regia di Lars-Eric Kjellgren (1952)
- Trots, regia di Gustaf Molander (1952)
- Kärlek, regia di Gustaf Molander (1952)
- I dur och skur, regia di Stig Olin (1953)
- Glasberget, regia di Gustaf Molander (1953)
- Dum-Bom, regia di Nils Poppe (1953)
- Storm över Tjurö, regia di Arne Mattsson (1954)
- Flicka med melodi, regia di Martin Söderhjelm (1954)
- Flicka utan namn, regia di Torgny Wickman (1954)
- Seger i mörker, regia di Gösta Folke (1954)
- Ung sommar, regia di Kenne Fant (1954)
- Herr Arnes penningar, regia di Gustaf Molander (1954)
- Enhörningen, regia di Gustaf Molander (1955)
- Egen ingång, regia di Hasse Ekman (1956)
- På heder och skoj, regia di Bengt Blomgren (1956)
- Sjunde himlen, regia di Hasse Ekman (1956)
- Nattbarn, regia di Gunnar Hellström (1956)
- Den långa julmiddagen, regia di Hans Dahlin (1956)
- Pettersson i Annorlunda, regia di Per Gunvall (1956)
- Räkna med bråk, regia di Rolf Husberg (1957)
- Gäst i eget hus, regia di Stig Olin (1957)
- Prästen i Uddarbo, regia di Kenne Fant (1957)
- Jazzgossen, regia di Hasse Ekman (1958)
- Brott i paradiset, regia di Lars-Eric Kjellgren (1959)
- Luci d'inverno (Nattvardsgästerna), regia di Ingmar Bergman (1963)
- Den gula bilen, regia di Arne Mattsson (1963)
- Åsa-Nisse i popform, regiadi Börje Larsson (1964)
- Morianna (Morianerna), regia di Arne Mattsson (1965)
- Sarons ros och gubbarna i Knohult, regia di Börje Larsson (1968)
- L'adultera (The Touch), regia di Ingmar Bergman (1971)
- Monismanien 1995, regia di Kenne Fant (1975)

### Televisione
- Ett Drömspel, regia di Ingmar Bergman - film TV (1963)